# Anomaloninae
Anomaloninae es una subfamilia de avispas parasitoides de la familia Ichneumonidae. Algunas especies son valiosas para los humanos porque proporcionan control biológico contra plagas de bosques o huertas frutales.

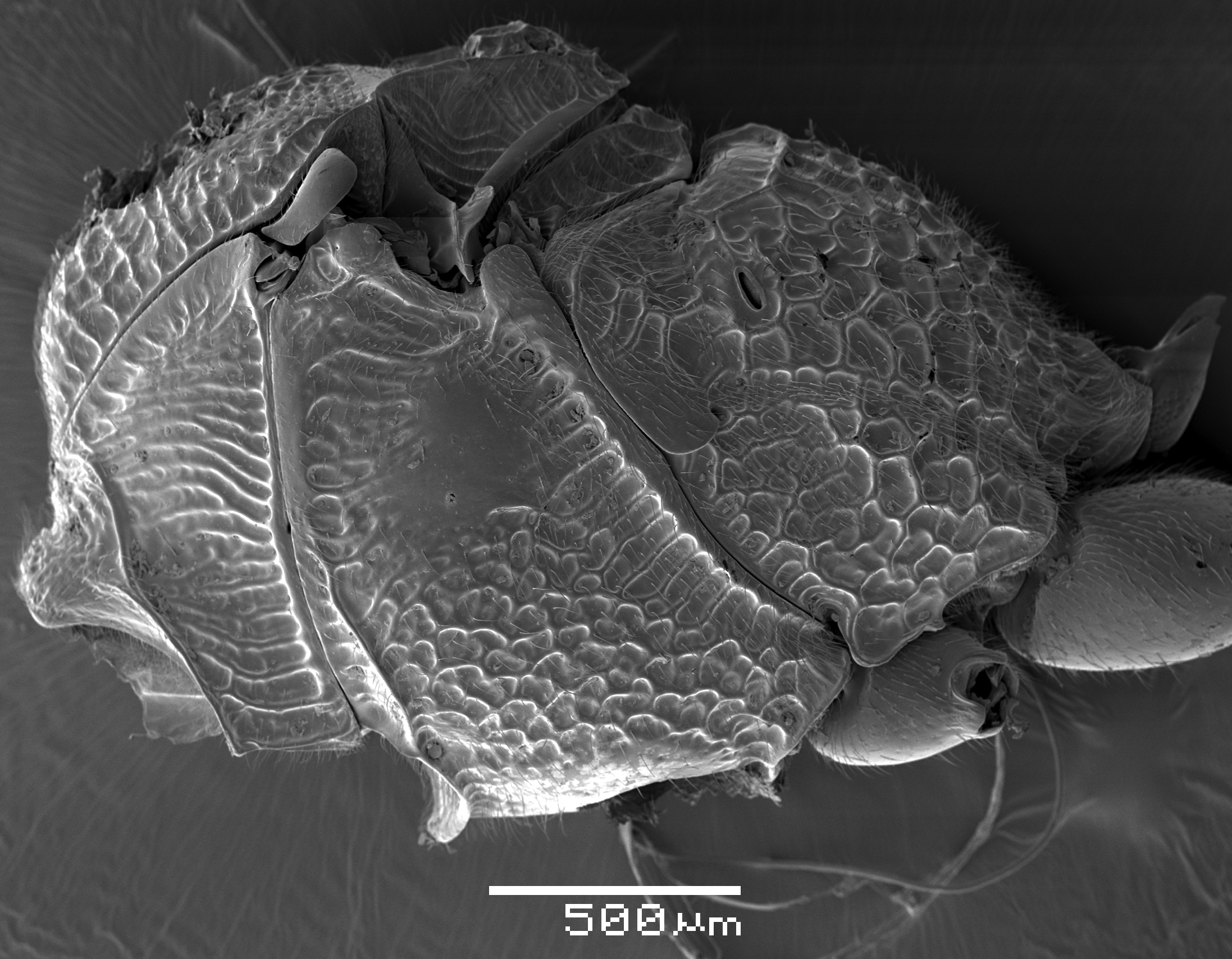
Mesosoma de Anomalon cruentatum mostrando el diseño reticulado del propodeo

## Descripción y distribución
Son avispas delgadas de tamaño pequeño a grande, generalmente negras o marrones. Con frecuencia tienen marcas amarillas en la cara o las patas. Una de las características más destacadas es el diseño reticulado del propodeo (segento abdominal).
Son de distribución mundial.

## Biología y comportamiento
Son endoparasitoides cenobiontes de escarabajos y de mariposas y polillas. La hembra deposita un solo huevo en la larva de un huésped, el cual continúa su crecimiento. El parasitoide completa su desarrollo cuando el huésped ha llegado al estadio de pupa. La larva adulta emerge de la pupa del huésped.
Se los encuentra en casi todos los hábitats boscosos. Son relativamente comunes en ambientes secos, a diferencia de otras especies de icneumónidos.
Vuelan lentamente en una pose característica, con el metasoma elevado, las antenas estiradas y las patas colgando atrás.

## Géneros
Hay 45 géneros:
- Agrypon Forster, 1860 c g b
- Anomalon Panzer, 1803 c g b
- Aphanistes Forster, 1869 c g b
- Atrometoides Fahringer, 1922 c g
- Atrometus Förster, 1869 c g
- Aubertiana Viktorov, 1970 c g
- Barylypa Forster, 1869 c g b
- Bimentum Townes, 1971 c g
- Brachynervus Uchida, 1955 c g
- Calcaneum Townes, 1971 c g
- Castrosion Gauld & Bradshaw, 1997 c g
- Cechenodes Townes, 1971 c g
- Clatha c
- Clypeocampulum Gauld, 1976 c g
- Corsoncus Townes, 1971 c g
- Encardia Tosquinet, 1896 c g
- Erigorgus Förster, 1869 c g b
- Gravenhorstia Boie, 1836 c g
- Habrocampulum Gauld, 1976 c g
- Habronyx Foerster, 1868 c g
- Helenanomalon Broad, 2014
- Heteropelma Wesmael, 1849 c g
- Indagrypon Nikam, 1982 c g
- Kokujewiella Shestakov, 1926 c g
- Liopterna Townes, 1971 c g
- Metoa Townes, 1971 c g
- Neogreeneia Viereck, 1912
- Neohabronyx Dasch, 1984 c g
- Ophionellus Westwood, 1874 c g b
- Ophiopterus Brulle, 1846 c g b
- Parania Morley, 1913 c g
- Perisphincter Townes, 1961 c g
- Phaenolabrorychus Viereck, 1913 c g
- Philodrymus
- Podogaster Brullé, 1846 c g
- Porizonopteron Meier, 1931 c g
- Pseudagrypon Lee & Kim, 1984 c g
- Pseudanomalon Szépligeti, 1905 c g
- Ribasia Ceballos, 1920 c g
- Sphaeromanus Aubert, 1979 c g
- Spolas Townes, 1961 c g
- Stangepelma Porter, 1977 c g
- Therion Curtis, 1829 c g b
- Trichomma Wesmael, 1849 c g b
- Vernamalon Gauld, 1976 c g

Fuentes: i = ITIS, c = Catalogue of Life, g = GBIF, b = Bugguide.net

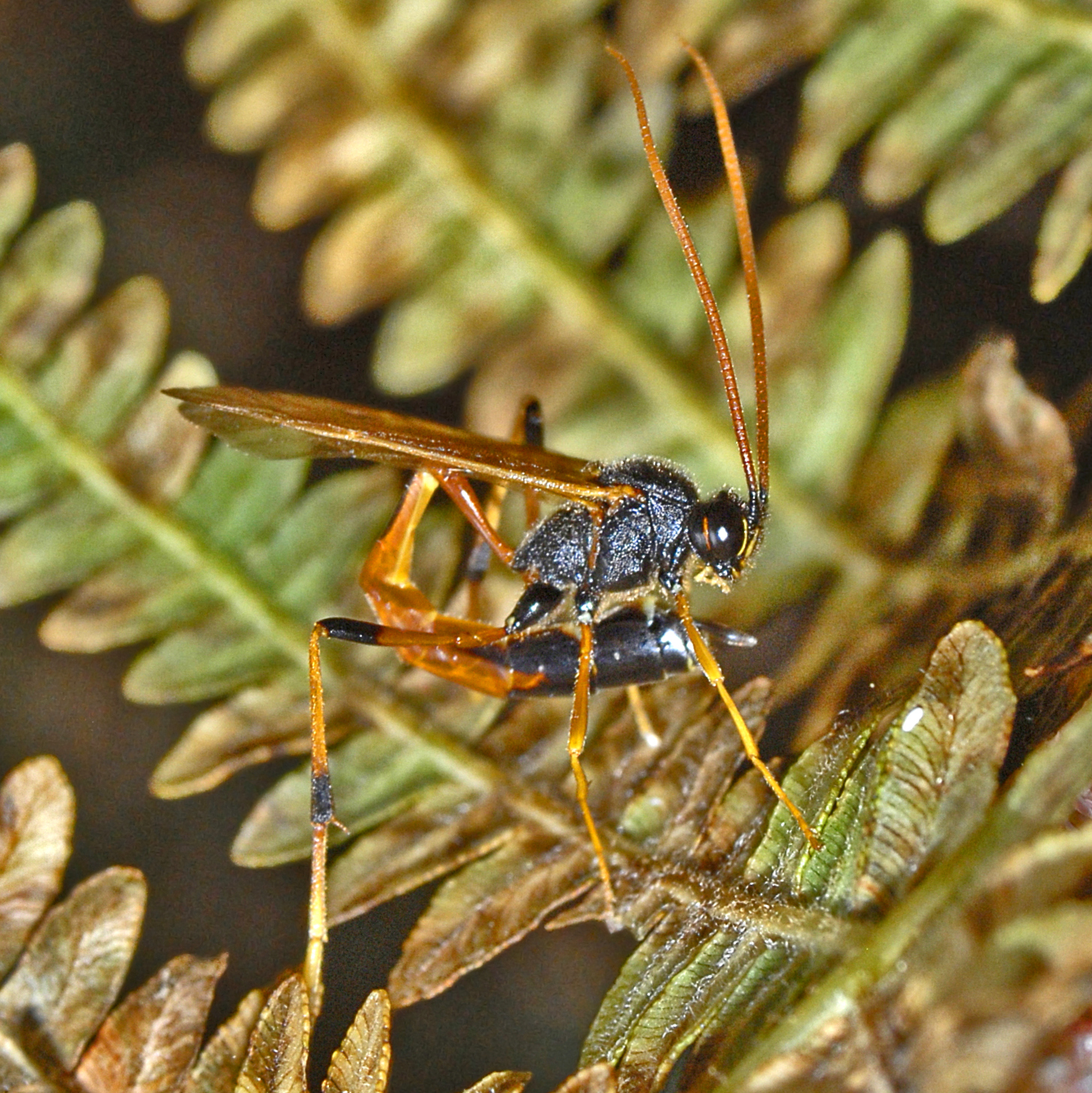
Therion circumflexum
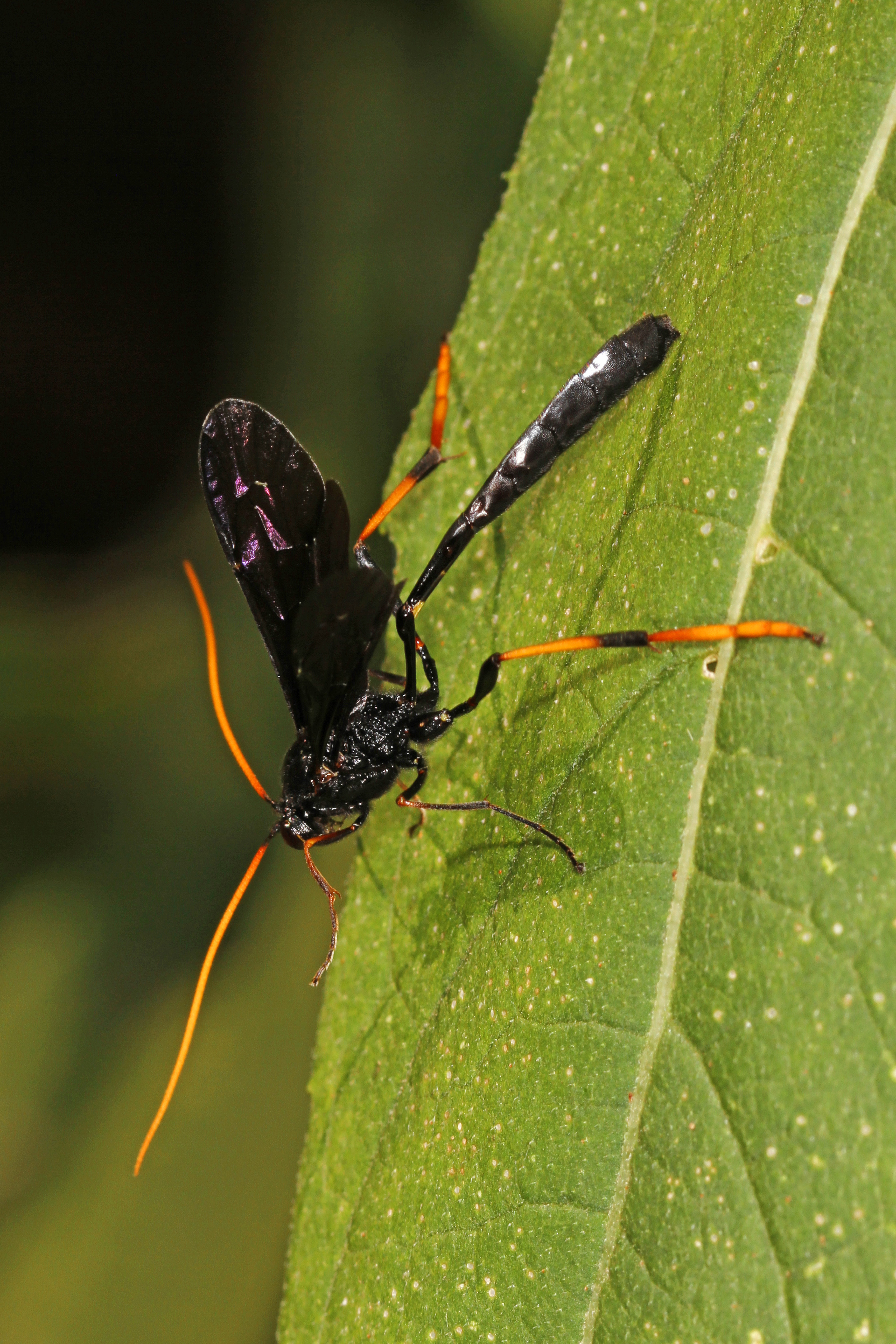
Therion morio, Maryland